# اعترافات واقعی (فیلم)
اعترافات واقعی (به انگلیسی: True Confessions) فیلمی محصول سال ۱۹۸۱ به کارگردانی اولو گروسبارد است. در این فیلم بازیگرانی همچون رابرت دنیرو، رابرت دووال، چارلز دارنینگ، سیریل کوساک، بورگس مریدیت، کنت مک‌میلان، اد فلاندر، دن هدایا و جانت نولان ایفای نقش کرده‌اند.

## داستان
در سال ۱۹۴۸، کشیش دزموند اسپلاسی، یک کشیش جوان کاتولیک رومی در اسقف‌نشین لس‌آنجلس است. برادر بزرگترش تام، کارآگاه قتل در اداره پلیس لس‌آنجلس است. دز در توسعه پروژه‌های کلیسا ضمن پایین نگه داشتن هزینه‌ها مهارت دارد.  جک آمستردام یک کاتولیک غیرروحانی است که از روابط خود با دز برای منفعت جمعی اما عمدتاً برای منافع خودش استفاده می‌کند.
روزی، جسد زن جوانی به نام لوئیس فازندا در یک زمین خالی پیدا می‌شود که به قتل رسیده و بدنش به دو نیم تقسیم شده است. تام و شریکش فرانک کروتی مسئول رسیدگی به این پرونده هستند. فازندا به دلیل اینکه ظاهراً هم کاتولیک و هم فاحشه است، توسط مطبوعات به عنوان "ولگرد باکره" شناخته می‌شود و این موضوع به یک پرونده جنجالی تبدیل می‌شود.